# 高井地方史研究会

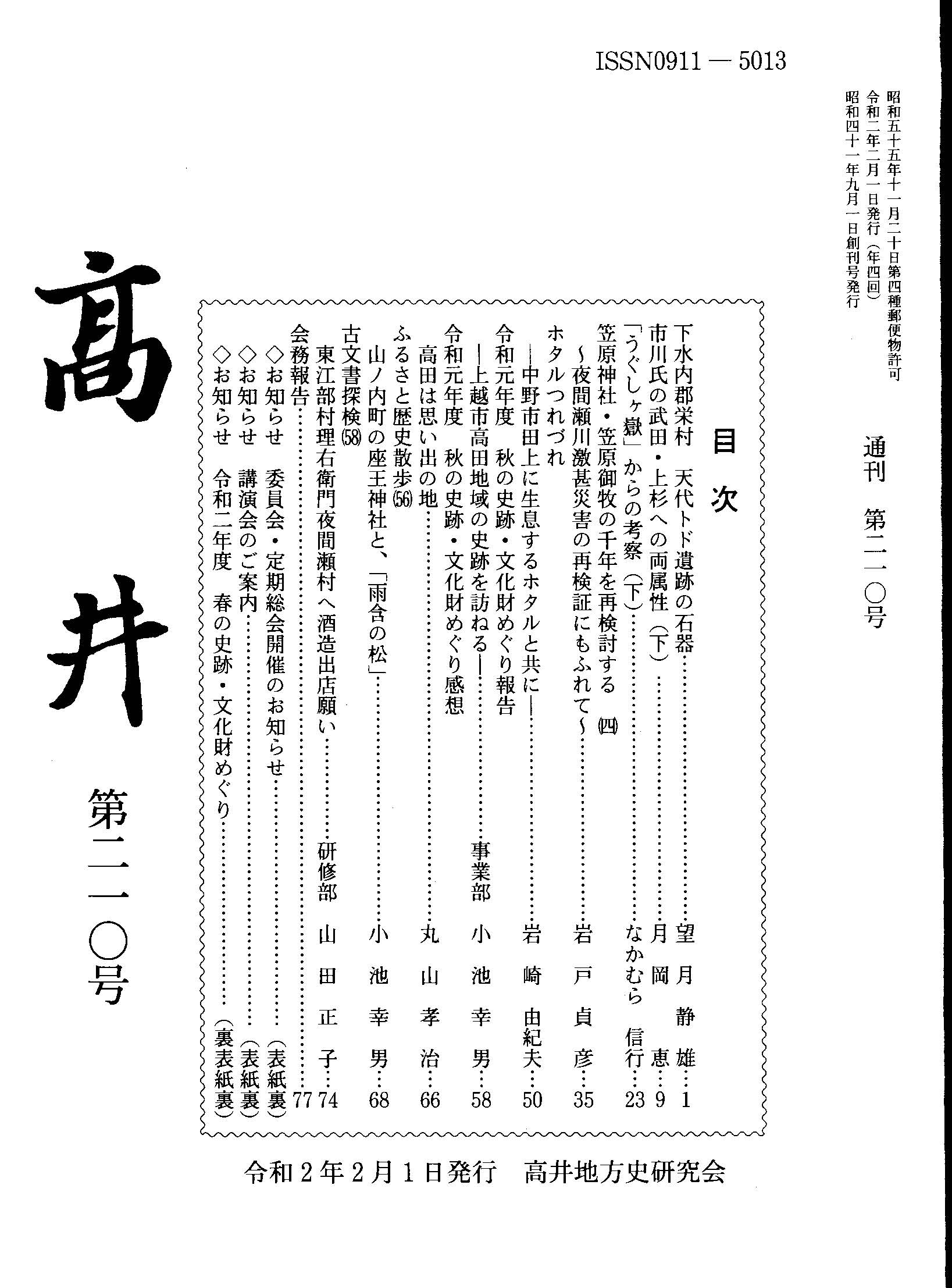
会誌『高井』第210号の表紙。題字は市河文書から取ったもの。

高井地方史研究会（たかいちほうしけんきゅうかい）は長野県中野市を拠点に活動する郷土史研究会。

## 概要
長野県の旧高井郡地域を中心に、全国に約1千名の会員を有する。
研究会会則によれば「郷土の歴史・文化等を研究し、会員相互の親睦をはかり、あわせて地域文化の発展に寄与する」ことを目的に、会誌『高井』の発行、調査研究、史跡見学、講習会・講演会・研究会などの事業を実施している。会誌『高井』は国立国会図書館、県立長野図書館、長野県立歴史館、中野市立図書館などに納本されている。
役員には会長・副会長・常任委員がおかれ、その任期は2年とされている。

## 歴史
1948年（昭和23年）11月、中野町公民館（後の中野市中央公民館）は郷土文化の向上に多大な貢献をしたとして文部大臣の表彰を受けた。これをきっかけとして、後に中野市誌の編集にも携わることになる金井明夫が編集委員長となって公民館報『文化なかの』が創刊された。このころ、金井宅に数人が集まり、郷土の歴史研究を行っていた。これが端緒となり、中野郷土史研究会が設立された。
2002年、2003年には中野市歴史民俗資料館が開催した「古文書解読団」に専門家として参加、市民が持ち込んだ古文書の解読に当たった。
2016年、会は創立50周年を迎えた。3月に中野市中央公民館で記念式典が開かれ、松本蟻ヶ崎高校の教諭が「高井地方の戦国時代」と題して講演を行った。
- 1966年（昭和41年）
  - 5月 - 中野郷土史研究会の名称で発足[注 1]。
  - 9月 - 会誌『高井』創刊号発行。
- 1967年（昭和42年）4月 - 高井地方史研究会に改称。[11]
- 2016年（平成28年） - 創立50年を迎え50周年記念事業を行う。
- 2017年（平成29年）8月 - 会誌『高井』200号発行。[11]

## 刊行物
- 高井編集部 編『高井』（中野郷土史研究会機関誌 → 高井地方史研究会会誌）、1966年 - 刊行中。ISSN 0911-5013
- 金井明夫 編『中野・下高井地方の歴史年表』、1976年。中野市立図書館所蔵、県立長野図書館所蔵: 1005010027392
- 中野市中央公民館・高井地方史研究会 編『ふるさとに伝わる年中行事』、1981年。中野市立図書館西部分館所蔵。
- 山本金太 編『侠客間の川又五郎一代記』、1985年。発売：星雲社。ISBN 4-7952-1930-3
- 『幕領中野陣屋の支配機構と民政』、2017年。全国書誌番号:22878557